# العلاقات السيراليونية الليختنشتانية
العلاقات السيراليونية الليختنشتانية هي العلاقات الثنائية التي تجمع بين سيراليون وليختنشتاين.

## مقارنة بين البلدين
هذه مقارنة عامة ومرجعية للدولتين:
| وجه المقارنة                                              | سيراليون       | ليختنشتاين                                 |
| --------------------------------------------------------- | -------------- | ------------------------------------------ |
| المساحة (كم2)                                             | 71.74 ألف      | 16                                         |
| عدد السكان (نسمة)                                         | 7.56 مليون     | 37.47 ألف                                  |
| الكثافة السكانية (ن./كم²)                                 | 105.38         | 234.19 ألف                                 |
| العاصمة                                                   | فريتاون        | فادوتس                                     |
| اللغة الرسمية                                             | لغة إنجليزية   | اللغة الألمانية                            |
| العملة                                                    | ليون سيراليوني | فرنك سويسري                                |
| الناتج المحلي الإجمالي (بليون دولار)                      | 3.77 مليار     | 6.29 مليار                                 |
| الناتج المحلي الإجمالي (تعادل القوة الشرائية) بليون دولار | 10.13 مليار    |                                            |
| الناتج المحلي الإجمالي الاسمي للفرد دولار أمريكي          | 653            |                                            |
| الناتج المحلي الإجمالي للفرد دولار أمريكي                 | 1.97 ألف       |                                            |
| مؤشر التنمية البشرية                                      | 0.413          | 0.908                                      |
| رمز المكالمات الدولي                                      | +232           | +423                                       |
| رمز الإنترنت                                              | .sl            | .li                                        |
| المنطقة الزمنية                                           | 00             | توقيت وسط أوروبا، ت ع م+01:00، ت ع م+02:00 |

## منظمات دولية مشتركة
يشترك البلدان في عضوية مجموعة من المنظمات الدولية، منها:
| علم المنظمة | اسم المنظمة                   | تاريخ انضمام سيراليون | تاريخ انضمام ليختنشتاين |
| ----------- | ----------------------------- | --------------------- | ----------------------- |
|             | الاتحاد البريدي العالمي       | ?                     | ?                       |
|             | الاتحاد الدولي للاتصالات      | 30 ديسمبر 1961        | 25 يوليو 1963           |
|             | منظمة حظر الأسلحة الكيميائية  | ?                     | ?                       |
|             | منظمة التجارة العالمية        | ?                     | ?                       |
|             | منظمة الشرطة الجنائية الدولية | ?                     | ?                       |
|             | الأمم المتحدة                 | 27 سبتمبر 1961        | 18 سبتمبر 1990          |